# Jetair
Die Jetair war eine auf dem Flughafen München-Riem beheimatete deutsche Charterfluggesellschaft, die ihren Betrieb im Jahr 1985 eingestellt hat. 

## Geschichte
Die Jetair Luftfahrt-Verwaltungsgesellschaft mbH wurde am 26. Januar 1982 in München gegründet. Die ursprüngliche Planung sah die Aufnahme von Charterflügen mit drei gebrauchten Boeing 737 zum Beginn der Sommersaison 1983 vor. Dieses Ziel ließ sich aufgrund einer fehlenden Kapitaldeckung nicht realisieren. Im Frühjahr 1984 wandelte sich das Unternehmen in eine Aktiengesellschaft um. Der Börsengang brachte das notwendige Kapital, um eine Boeing 727-100 von der Air Panama Internacional zu erwerben. Das Flugzeug wurde im Mai 1984 nach Brüssel überführt und dort den Bedürfnissen der Gesellschaft angepasst. Da im Juni 1984 noch keine Betriebserlaubnis des bundesdeutschen Verkehrsministeriums vorlag, wurde das Flugzeug zunächst in Belgien registriert und kurzzeitig von der Fluggesellschaft Sobelair betrieben. 
Im Oktober 1984 erhielt Jetair die deutsche Betriebserlaubnis und nahm den Charterflugbetrieb vom Flughafen München-Riem auf. Für den geplanten Kauf einer zweiten Boeing 727 fehlten die finanziellen Mittel. Stattdessen wurde im Frühjahr 1985 eine weitere Boeing 727-100 von der amerikanischen Fluggesellschaft Air 1 geleast. Die gemietete Maschine kam ab dem 12. April 1985 für die Dauer der Sommersaison zum Einsatz. Ein kostendeckender Flugbetrieb wurde nicht erreicht. Bis zum Herbst hatte sich die wirtschaftliche Situation der Gesellschaft soweit verschlechtert, dass Jetair im Dezember 1985 Konkurs anmelden musste.

## Flotte
- 2 Boeing 727-100